# ハマナデシコ
ハマナデシコ（浜撫子、学名：Dianthus japonicus）は、フジナデシコ（藤撫子）とも呼ばれるナデシコ科ナデシコ属の多年草で、切り花あるいは花壇用にベニナデシコの名称で栽培もされる。海岸の崖や砂地に生育し、本州（岩手県以南 の太平洋沿岸、一部日本海沿岸部）から沖縄および中国に分布する。

## 形態
茎は株状の無毛で下部は木質化し、高さは15-50cmになる。葉は対生し、厚く光沢があって両面とも無毛だが縁に毛がある。根出葉はロゼット状となる。花期は6-11月で、茎の頂上に密に着き、花弁は紅紫色で長さ6-7mmの倒3角形。
栽培種では花色は鮮明な紅色と白色があり、それぞれに早生や晩生がある。花の大きさは1.5cmになる。

## 栽培
自生地が砂地であるため、排水の不良な土壌は栽培に不向きとなる。また、低温に弱い。